# Анциловое озеро

Анциловое озеро в момент максимума трансгрессии. Показаны остатки Скандинавского оледенения, канал стока в Южной Швеции и очертания современных берегов.

Анци́ловое озеро — пресноводный водоём, существовавший во впадине Балтийского моря в начале голоцена, в период 10 700—9800 лет назад. Являлось следующей фазой развития водоёма после слабосолёного Иольдиевого моря. В свою очередь сменилось Мастоглоевым морем. Уровень поверхности озера лежал выше уровня моря, канал стока располагался первоначально в центральной Швеции, а затем к югу от острова Лолланн.
Названо Герхардом Де Геером по пресноводному виду брюхоногих моллюсков Ancylus fluviatilis, обнаруженному в донных осадках и являющемуся руководящей формой этого этапа эволюции Балтийского бассейна.

## История бассейна
На момент окончания предыдущей (Иольдиевой) стадии сток из Балтийского бассейна осуществлялся через пролив, проходивший по территории современной Среднешведской низменности: через озёра Меларен и Ельмарен, современную провинцию Нерке, далее через низменности к западу от горы Биллинген и котловину озера Венерн, которая сообщалась с Северным морем через 2 пролива в долинах современных рек Гёта-Эльв и Стейнсэльве. Датские проливы не функционировали, а между Швецией и континентальной Европой существовал широкий сухопутный мост.

### Анциловая трансгрессия
Скорость гляциоизостатического подъёма земной коры в южной части Скандинавского полуострова опережала скорость эвстатического подъёма уровня мирового океана, что привело к обмелению пролива в районе Среднешведской низменности. Эрозионному углублению канала стока по мере нарастания скорости течения препятствовали твёрдые кристаллические породы, образующие русло проливов. Обмелевший пролив уже не мог пропустить объём воды, поступающей из Балтийского бассейна за счёт стока многочисленных рек и тающего ледникового покрова. По расчётам, при глубине в районе порогов стока 12 м для Гёта-Эльв и 25 м для более узкой долины Стейнсэльве суммарная площадь сечения обоих долин оказывается недостаточной для того, чтобы пропустить объём воды, поступающий из Балтийского бассейна (оценивается в 15000 — 20000 м³/с). После достижения этого порога начинается подъём уровня воды к востоку от порога стока и в Балтийском бассейне формируется подпрудный пресноводный водоём — Анциловое озеро. Расположенный севернее, более узкий и испытывавший более интенсивное изостатическое поднятие канал Стейнсэльве постепенно теряет своё значение. В то же время подъём уровня воды в Гёта-Эльв приводит к затоплению прилегающей территории и увеличению пропускной способности этого канала, который играет в дальнейшем доминирующую роль. Это произошло по современным оценкам около 10700 лет назад. Скорость подъёма уровня соответствовала разности между скоростями изостатического поднятия суши в районе пролива и подъёма уровня мирового океана.
Подъём уровня воды в Балтийском бассейне сопровождался трансгрессией на территориях, лежавших к югу от изобазы, проходившей через канал стока. Наибольший подъём отмечен в районе побережья Польши, где он достигал 20 м. На побережьях Германии, Дании и Южной Швеции уровень Балтийского бассейна поднялся на 10—12 м. На южном побережье Финляндии также происходила незначительная трансгрессия. На территориях к северу от этой изобазы (побережьях Ботнического залива), напротив, имела место регрессия, так как скорость изостатического подъёма земной коры здесь опережала скорость подъёма уровня воды. Поверхность Анцилового озера в момент достижения наибольшего уровня лежала на 26 м ниже современного уровня моря. Наибольшая высота поверхности озера над уровнем океана достигала около 10 м. Подъём уровня озера был прерван 10200—10350 лет назад и сменился падением после появления нового канала стока.

### Регрессия Анцилового озера
Замедление, а затем и прекращение изостатического подъёма в южной части Балтийского бассейна (при продолжающемся подъёме на севере) создавало условия для формирования здесь нового канала стока. Поскольку район пролива Эресунн продолжал испытывать поднятие, новый канал сформировался ещё южнее: между современным островом Мён и полуостровом Дарс, затем через Мекленбургскую бухту, пролив Фемарн-Бельт, вдоль восточного побережья острова Лангеланн и далее через современный пролив Большой Бельт между островом Спрогё и городом Корсёр в пролив Каттегат. Канал, известный под названием река Дана, принял сток рек, дренирующих район современной Кильской бухты. На протяжении некоторого времени на начальном этапе регрессии, вероятно, имела место бифуркация стока между реками Дана и Гёта-Эльв. Затем произошло обсыхание пролива к востоку от озера Венерн, которое таким образом потеряло связь с Балтийским бассейном, река Гёта-Эльв сохранилась как канал стока теперь уже только озера Венерн.
С появлением реки Дана перестал существовать сухопутный мост между Европой и Скандинавией.
В отличие от спуска Балтийского ледникового озера падение уровня Анциллового озера, вызванное появлением нового канала стока, не носило катастрофический характер и растянулось приблизительно на 200—300 лет.
На начальном этапе формирования канала стока эрозия рыхлых четвертичных отложений в русле реки обусловила сравнительно быстрое падение уровня Анцилового озера, величина которого составила приблизительно 5 м. В результате на территории Дании сформировалась система озёр и проток, через которые осуществлялся сток. В дальнейшем постепенное уменьшение градиента между Анциловым озером и проливом Каттегат происходило преимущественно за счёт эвстатического подъёма уровня океана (2—2,5 см/год).
Накопление речных и озёрных отложений в канале Большого Бельта происходило между 10900 и 8800 лет назад. Около 10000 лет назад, когда дренирование Анцилового озера в основном завершилось, в Большом Бельте существовал канал стока шириной менее километра. Около 9500 лет назад в северной части пролива формируется эстуарий с солоноватой или морской водой. В это же время в средней и южной части пролива формируются крупные озёра. Смена пресноводных условий солоноватыми в канале Большого Бельта произошла в период между 9400 и 9100 лет назад.

### Окончание Анциловой стадии
Регрессия Анциллового озера привела к прекращению стока через пролив Нерке: к востоку от озера Венерн формируется современный водораздел между бассейнами Балтийского и Северного морей.
Уровень Анцилового озера и мирового океана выравнивается около 10000 лет назад, наиболее ранние свидетельства присутствия солёной морской воды в западной части Балтийского бассейна имеют возраст 9800 лет назад. Этот момент считается окончанием Анцилловой стадии эволюции Балтийского бассейна.
Поскольку узкий и протяжённый (более 100 км) пролив не мог обеспечить быстрое поступление морской воды в бассейн Балтийского моря, формирование морского режима и начало следующей большой стадии (Литоринового моря) произошло только около 8500 лет назад. Промежуточная между Анциловым озером и Литориновым морем стадия известна как Мастоглоевое море или Раннее Литориновое море. Ранее это промежуточный этап также включали в состав Анцилловой стадии.

## География

### Дегляциация
На момент кульминации Анциловой трансгрессии Скандинавский ледяной щит ещё покрывал северную часть Ботнического залива и большую часть Швеции. К началу следующей, Мастоглоевой, стадии Ботнический залив полностью освободился от покровного оледенения.

### Положение береговой линии
Побережье в районе современных Германии и Польши располагалось к северу от современного и очень близко к линии, соответствующей максимуму трансгрессии Балтийского ледникового озера. Территории современных Лавица-Слупска и Борнхольма обособились от материка и стала островами (площадь последнего была значительно больше современной за счёт Рённе-Банке и банки Адлергрунд). Современная Сёдра-Мидшёбанкен так же была островом. Береговая линия проходила вдоль северного побережья острова Рюген, на территории Грайфсвальдского залива располагалось озеро, возможно, имевшее соединение с Балтийским бассейном в период максимума Анцилловой трансгрессии. Побережье Померанской бухты располагалось приблизительно на 60 км к северу от современного, побережье Гданьского залива — на 10 км.
Береговая линия, соответствующая максимуму Анциловой трансгрессии, незначительно отличалась от современной на западном побережье Латвии и в Рижском заливе, а также на южном берегу Финского залива. На северо-западном побережье Эстонии она находилось к востоку от современной (по линии Пярну — Таллин), площадь островов Саарема и Хийумаа была меньше современной в несколько раз. Следы береговой линии, соответствующей максимуму Анциловой трансгрессии на территории Эстонии, находятся на высотах от 3 до 45 м выше современного уровня моря.
В период регрессии Анцилового озера стала сушей большая часть современной территории Финляндии и обособились от моря крупнейшие озёрные системы внутренних районов Финляндии (прежде всего, озеро Сайма). Долины современных рек Вуокса, Кюмийоки, Кокемяэнйоки были заняты фьордами. Береговая линия в Ботническом заливе была сильно изрезана и находилась значительно восточнее современного положения. Береговая линия в Финском заливе располагалась очень близко от современной, протянувшись вдоль гряды Салпаусселькя I. Следы береговой линии, соответствующие максимуму Анциловой трансгрессии, в настоящее время расположены на высоте от 60 м в районе Хельсинки до более 200 м над уровнем моря в северной части Ботнического залива.
Террасы Анцилового озера в районе города Выборга фиксируются на отметках 15—26 м.
Трансгрессия Анцилового озера привела к повторному открытию Хейниокского пролива и подъёму уровня Ладожского озера до уровня поверхности Анцилового озера, сопровождавшегося трансгрессией в южной части Ладоги. Поверхность озера лежала на 18 — 20 м ниже современного уровня. Регрессия Анцилового озера сопровождалась обсыханием Хейниокского пролива и окончательным обособлением Ладожского озера от Балтийского бассейна.

### Река Свеа
В ряде источников в качестве канала стока Анцилового озера указывается река Свеа (швед. svea älv), которая располагалась к востоку от озера Венерн и характеризовалась большим падением (порядка 30 м) и бурным течением. Гипотеза о существовании такой реки была выдвинута Леннардом фон Постом в 1927 году и считалась общепринятой, пока не была опровергнута в ходе исследований 1970-х — 1980-х годов.

### Осадки

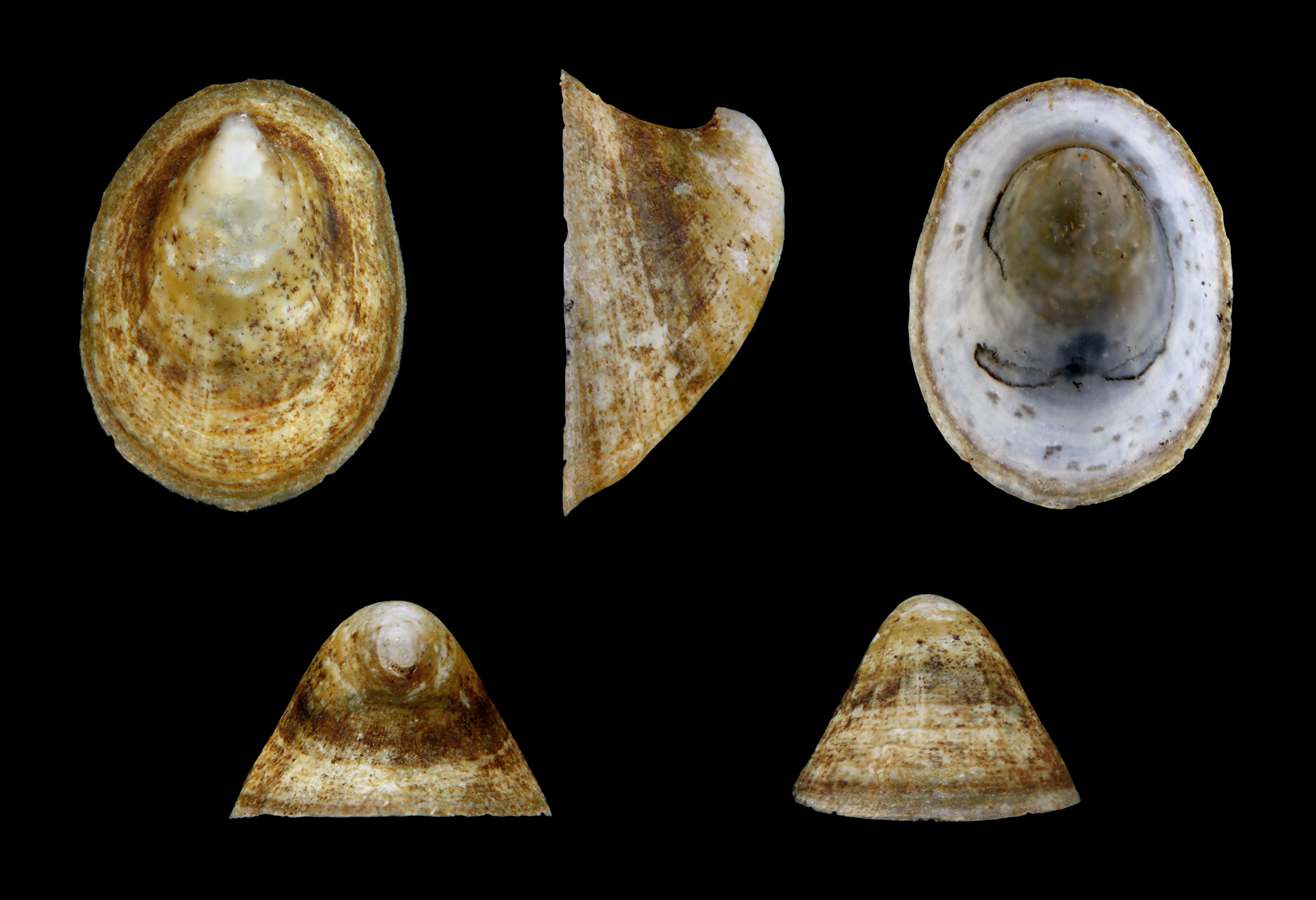
Раковина моллюска Ancylus fluviatilis

Осадки Анцилового озера бедны органическим материалом, что объясняется относительной молодостью всего Балтийского бассейна, недавно освободившегося от покровного оледенения, и обильным поступлением холодной пресной и лишённой органического материала воды от тающего ледника — недостаток питательных веществ обусловил низкую продуктивность водоёма. Особенно это характерно для северной части бассейна, где влияние указанных факторов было выражено сильнее.

## Климат, растительность и животный мир
Анциловое озеро существовало в бореальный период, средние температуры были ниже современных на 1—2 °C в июле и 0,5—2,5 °C в январе и постепенно увеличивались. Среднегодовое количество осадков также было ниже современных значений.
В начальной фазе развития озера, до окончания пребореального периода на территории современной Дании и Южной Скандинавии доминировали сосновые (лат. Pínus sylvéstris) и берёзовые (лат. Bétula) леса. С началом бореального периода 10650 лет назад начинается быстрое распространение теплолюбивых видов растений: лещины (лат. Córylus avellána) и вяза (лат. Úlmus). Около 10000 лет назад на острове Рюген появляется ясень (лат. Fraxinus).
В восточной части Балтийского бассейна с более континентальным климатом господствуют сосново-берёзовые леса с преобладанием сосны. В Прибалтике происходит распространение лещины и ольхи (лат. Álnus). К концу периода начинается распространение широколиственных лесов. На восточных побережьях Финского залива происходит переход от северо-таёжных к средне-таёжным лесным сообществам.
В Анциловом озере (и водоёмах, обособившихся в ходе его регрессии) обитали: окунь (лат. Perca fluviatilis), щука (лат. Esox lucius), лещ (лат. Abramis brama), краснопёрка (лат. Scardinius erythrophthalmus), налим (лат. Lota lota), сом (лат. Silurus glanis), судак (лат. Sander lucioperca), линь (лат. Tinca tinca), плотва (лат. Rutilus rutilus).
Популяция кольчатой нерпы (лат. Pusa hispida), проникшая в Балтийский бассейн на предыдущей (Иольдиевой) стадии, благополучно пережила изменение солёности водоёма и сохранялась в северной части бассейна (подавляющее большинство находок сделано на территории современной Финляндии). Регрессия Анцилового озера привела к изоляции популяций кольчатой нерпы в бассейнах Ладожского озера и озера Сайма, потерявших связь с Балтийским бассейном. Это событие положило начало формированию в этих озёрах новых подвидов: ладожская кольчатая нерпа (лат. Pusa hispida ladogensis) и сайменская кольчатая нерпа (лат. Pusa hispida saimensis).

## Человек на берегах Анцилового озера
Люди, обитавшие на побережьях Анцилового озера, принадлежали к различным мезолитическим культурам.
Поселения людей на северо-западе Германии, в Дании и Южной Швеции в этот период принадлежат культуре Маглемозе. Далее на восток, на побережьях Польши и Прибалтийских государств археологические находки принадлежат Кундской культуре.
В восточной части Балтийского моря на побережьях Финского залива к максимуму Анциловой трансгрессии около 10500 лет назад относятся наиболее ранние известные археологические комплексы. Поселения принадлежат к раннемезолитической культуре. Появление поселений на этой территории, вероятно, связано с развитием бореальных лесов, но нельзя полностью исключить проникновение людей в предшествующее, Иольдиевое, время. Археологические находки древнейших поселений человека на территории Финляндии приурочены к положению береговой линии, соответствующей максимуму Анциловой трансгрессии.
Одним из артефактов, обнаруженных в восточной части Балтийского моря, является «сеть из Антреа». Это рыболовецкая сеть была найдена в 1913 году Антти Виролайненом неподалёку от Антреа и исследована Сакари Пялси, который определил её возраст. Согласно радиоуглеродному методу датировки сеть была потеряна владельцем 10300 лет назад.

## Комментарии
1. ↑  Датировка, размеры Скандинавского ледяного щита, наличие реки Свеа к востоку от озера Венерн не соответствуют фактам, изложенным в тексте статьи.
2. ↑  В современной научной литературе (как зарубежной, так и отечественной) пролив не имеет общепринятого собственного наименования, для его обозначения обычно используется сочетание «пролив на территории Среднешведской низменности», «пролив в Нерке»[1]. Название «Пролив Нерке» встречается в отечественной научной литературе 1970-х годов[2], откуда перекочевало в некоторые популярные издания[3].
3. ↑  Оценки абсолютного возраста событий в разных источниках могут очень существенно отличаться. Развитие методов калибровки данных радиоуглеродного анализа привело к пересмотру многих абсолютных оценок в сторону их увеличения. По этой причине при написании статьи оценки абсолютного возраста событий приведены по наиболее современным источникам.
4. ↑  Здесь и далее по тексту оценки абсолютного возраста приведены относительно 1950 года, см.: До настоящего времени
5. ↑  Ряд авторов подвергает сомнению существование канала стока в виде крупной реки[4][11]
6. ↑  Находки костей перечисленных рыб были сделаны в юго-западной части бассейна озера, вывод об их повсеместном распространении сделан на основании экологии перечисленных видов
7. ↑  Основополагающая работа, ссылки на которую присутствуют практически во всех современных изданиях по предмету статьи